# Elsa Burnett
Elsa Burnett (1902 – 1999) fue una actriz de cine y teatro sueca.

## Primeros años
El 10 de diciembre de 1902, Burnett nació en Estocolmo, Suecia.

## Filmografía
- 1928 Gustaf Wasa - como hija en Svärdsjögården. acreditada como Elsa Lundqvist.[3]
- 1932 Tango [2]
- 1938 Dollar - como Mary Jonston.[4]
- 1939 Emilie Högquist
- 1939 Variety Is the Spice of Life
- 1944 Den heliga lögnen - como Helen Wahlman. (en sueco).[5]